# Aulan
Aulan é uma comuna francesa na região administrativa de Auvérnia-Ródano-Alpes, no departamento de Drôme. Estende-se por uma área de 10,55 km². Em 2010 a comuna tinha 12 habitantes (densidade: 1,1 hab./km²).